# Connie Kay
Connie Kay (Tuckahoe, 1927. április 27. – Manhattan, 1994. november 30.), amerikai dzsesszdobos. A Modern Jazz Quartet tagja volt.

## Pályafutása
Autodidakta volt. Az 1940-es évek közepén Los Angelesben kezdett fellépni. Egy híres Los Angeles-i jam session felvétele tette ismertté, ami a közreműködésével 1947. július 6-án született.
1949-től 1955-ig Lester Younggal, Stan Getzzel, Coleman Hawkins-szal, Charlie Parkerral és Miles Davisszel dolgozott.
Kay az 1950-es években az Atlantic Records számára dolgozott, slágerlemezeken szerepelt. Kay 1955-ben csatlakozott a Modern Jazz Quartethez Kenny Clarke helyére. A MJQ 1974-es feloszlása és az 1990-es évek közötti alkalmi újraegyesülések során is megmaradt. MJQ-s társai mellett az 1960-as évek első felében tartós kapcsolatot ápolt Paul Desmonddal. Dobolt amellett például Van Morrison számos albumán is.
Kay-re jellemző volt, hogy dobkészlete mellé olyan ütős eszközöket is használt, mint az üstdob, a kis cintányérok, a háromszög, a harangjáték és a darbuka.
1989-ben tiszteletbeli zenei doktori címet kapott a Berklee College of Music-tól.
Kay 1992-ben agyvérzést kapott, de aztán még fel tudott lépni. 1994-ben halt meg  Manhattanben, 67 éves korában.

## Lemezeiből
- Miles Davis Sextet, Prestige, 1952
- Miles Davis and Milt Jackson Quintet/Sextet, Prestige, the 1956
- At the Opera House (with J. J. Johnson and Stan Getz), Verve, 1957
- First Palce Again, Warner Bros, 1960

### The Modern Jazz Quartet
Fontessa, Atlantic, 1956. The Ronde, Atlantic, 1957. No Sun in Venice, Atlantic, 1958. The Modern Jazz Quartet at Music Inn the, Volume 2, Atlantic, 1958. Pyramid, Atlantic, 1960. Third Stream Music, Atlantic, 1960. The Modern Jazz Quartet at the Music Inn, Atlantic, 1960. The Modern Jazz Quartet, Atlantic, 1960. The Modern Jazz Quartet and Orchestra, Atlantic, 1961. The European Concert, Atlantic, 1961. Lonely Woman, Atlantic, 1962. The European Concert, Volume 1, Atlantic, 1962. The Comedy, Atlantic, 1963. The Sheriff, Atlantic, 1964. A Quartet Is a Quartet Is a Quartet, Atlantic, 1964. Under the Jasmine Tree, Apple, 1969. Space, Apple, 1970. The Art of the Modern Jazz Quartet, Atlantic, 1973. The Last Concert, Atlantic, 1975.

## Filmek
Connie Kay az IMDb-n